# Wilkins-Bernal-Medawar Lecture
A Wilkins-Bernal-Medawar Lecture é uma palestra pública organizada pela Royal Society de Londres. 
Foi formada em 2005 pela fusão da Wilkins Lecture, Bernal Lecture e Medawar Lecture.

## Lista de lecturers
| Ano  | Nome               | Lecture                                                                       | Noteas |
| ---- | ------------------ | ----------------------------------------------------------------------------- | ------ |
| 2007 | Jeremy Butterfield | The uses of infinity: a philosopher looks at emergent phenomena in physics    | [ 2 ]  |
| 2008 | Sian Ede           | Hard questions : Contemporary art and the obsession with science              | [ 2 ]  |
| 2009 | David Edgerton     | The social function of history: policy, history and twentieth-century science | [ 2 ]  |
| 2010 | Melvyn Bragg       | Notes from an Amateur: On the History of the Royal Society                    | [ 2 ]  |
| 2012 | Roger Highfield    | Heroes of science                                                             | [ 2 ]  |
| 2015 | Hasok Chang        | Who cares about the History of Science?                                       | [ 2 ]  |
| 2016 | Jon Agar           | The curious history of curiosity-driven research                              | [ 6 ]  |
| 2017 | Michela Massimi    | Why philosophy of science matters to science                                  | [ 6 ]  |
| 2018 | Mark Jackson       | Life begins at 40: the biological and cultural roots of the midlife crisis    | [ 6 ]  |
| 2019 | Simon Schaffer     |                                                                               | [ 6 ]  |